# СВАРЗ-6238ЭПМ
СВАРЗ-6238ЭПМ — опытный российский одиночный низкопольный двухосный троллейбус большого класса, совместной разработки заводов СВАРЗ и Тролза. Первый троллейбус данной модели был показан 2 октября 2012 года на выставке Экспосититранс-2012.

## Описание
Отличительными чертами данного троллейбуса являются передняя независимая пневматическая подвеска и задний электропортальный мост с мотор-колесами производства компании ZF Friedrichshafen AG, впервые примененные в отечественном троллейбусостроении. Троллейбус имеет 29 сидячих мест и оснащен кондиционером пассажирского салона, системой видеонаблюдения и пневматическими штангоуловителями. Имеется возможность автономного хода на расстояние 500—1000 метров. Приборная панель и ряд элементов отделки салона данного троллейбуса унифицированы с троллейбусами модели Тролза-5265 «Мегаполис» последних серий.  Из-за высокой цены модели в серийное производство не был запущен.